# Iris Yamashita
Iris Yamashita (ur. 29 kwietnia 1965) − amerykańska scenarzystka filmowa pochodzenia japońskiego, pisarka.

## Życiorys
Urodziła się w stanie Missouri, dorastała na Hawajach. Uzyskała stopień Bachelor of Science z zakresu bioinżynierii na Uniwersytecie Kalifornijskim w San Diego (dyplom z wyróżnieniem), a następnie tytuł zawodowy Master of Science z zakresu inżynierii mechanicznej na Uniwersytecie Kalifornijskim w Berkeley. W różnych okresach swojego życia mieszkała na wyspie Guam, w Kalifornii i Japonii, gdzie przez rok studiowała na Uniwersytecie Tokijskim zagadnienia związane z rzeczywistością wirtualną.
Autorka scenariusza filmu Listy z Iwo Jimy (2006) w reżyserii Clinta Eastwooda. W 2007 roku uzyskała za niego nominację do Oscara w kategorii scenariusz oryginalny, a także nominację do nagrody Chicago Film Critics Award w tej samej kategorii. W późniejszym okresie pracowała w przemyśle filmowym Hollywood (również jako producentka) i wykładała scenopisarstwo na Uniwersytecie Kalifornijskim w Los Angeles oraz w American Film Institute.
W 2023 roku opublikowała powieść kryminalną City Under One Roof, wyd. polskie Miasto pod jednym dachem (2024).